# Червинская, Наталия Михайловна
Ната́лия Миха́йловна Черви́нская (род. 20 ноября 1944) — советский мультипликатор, режиссёр-мультипликатор и сценарист.

## Биография
Дочь сатирика М. А. Червинского. Окончила Московскую среднюю художественную школу при Институте имени В. И. Сурикова и ВГИК (1968, отдел режиссуры мультипликационного фильма, экспериментальная мастерская И. П. Иванова-Вано).
Работала режиссёром, сценаристом и постановщиком кукольных фильмов на киностудии «Союзмультфильм» (1968-76).
В настоящее время живёт и работает в США, художник-миниатюрист.
Проза печаталась в журналах «Знамя», «Звезда», «Новый Журнал».
Книги: «Поправка Джексона», 2013 год, «Маргиналы и маргиналии», 2020 год — издательство «Время».

## Фильмография
- 1968 — «Транзистор» (режиссёр)[1]
- 1969 — «Сказка про колобок» (режиссёр, сценарист)
- 1970 — «Фруктово-шоколадная паста» (режиссёр)[2]
- 1971 — «Край земли» (режиссёр)
- 1972 — «Бегу, бегу!» (режиссёр, сценарист)
- 1973 — «Айболит и Бармалей» (режиссёр, сценарист)
- 1974 — «Федорино горе» (режиссёр, сценарист)

### Прочее
- 1969 — «Бедствие» (Киножурнал «Фитиль» № 88) (режиссёр, сценарист, художник)
- 1971 — «12 стульев» (режиссёр мультипликационных вставок)

## Награды
- 2009 — Премия журнала «Звезда»
- 2012 — Премия имени Марка Алданова